# F 17 (sommergibile)
L'F 17 è stato un sommergibile della Regia Marina italiana.

## Storia
Una volta in servizio fu posto sotto il controllo del Comando Militare Marittimo di La Spezia.
Per qualche mese fu impiegato nel Tirreno settentrionale al comando del tenente di vascello Angelo Parona (poi divenuto, nel secondo conflitto mondiale, ammiraglio e comandante della base italiana di Betasom), svolgendo pattugliamenti antisommergibile.
Il 14 gennaio 1918 fu trasferito alla II Flottiglia Sommergibili di Brindisi, venendo però dislocato a Valona alla cui difesa fu adibito.
Cambiò poi base con Venezia ed operò in 6 missioni offensive nel Canale di Fasana e nelle acque dell'Istria.
Conclusasi la guerra, fu assegnato alla Squadriglia Sommergibili di Venezia.
Nel 1925 fu spostato a Taranto; comandante dell'unità era il tenente di vascello Alfredo Grillo.
Prese parte alle esercitazioni del 1926 e del 1927.
Radiato nel 1929, fu demolito.